# Sertaneja

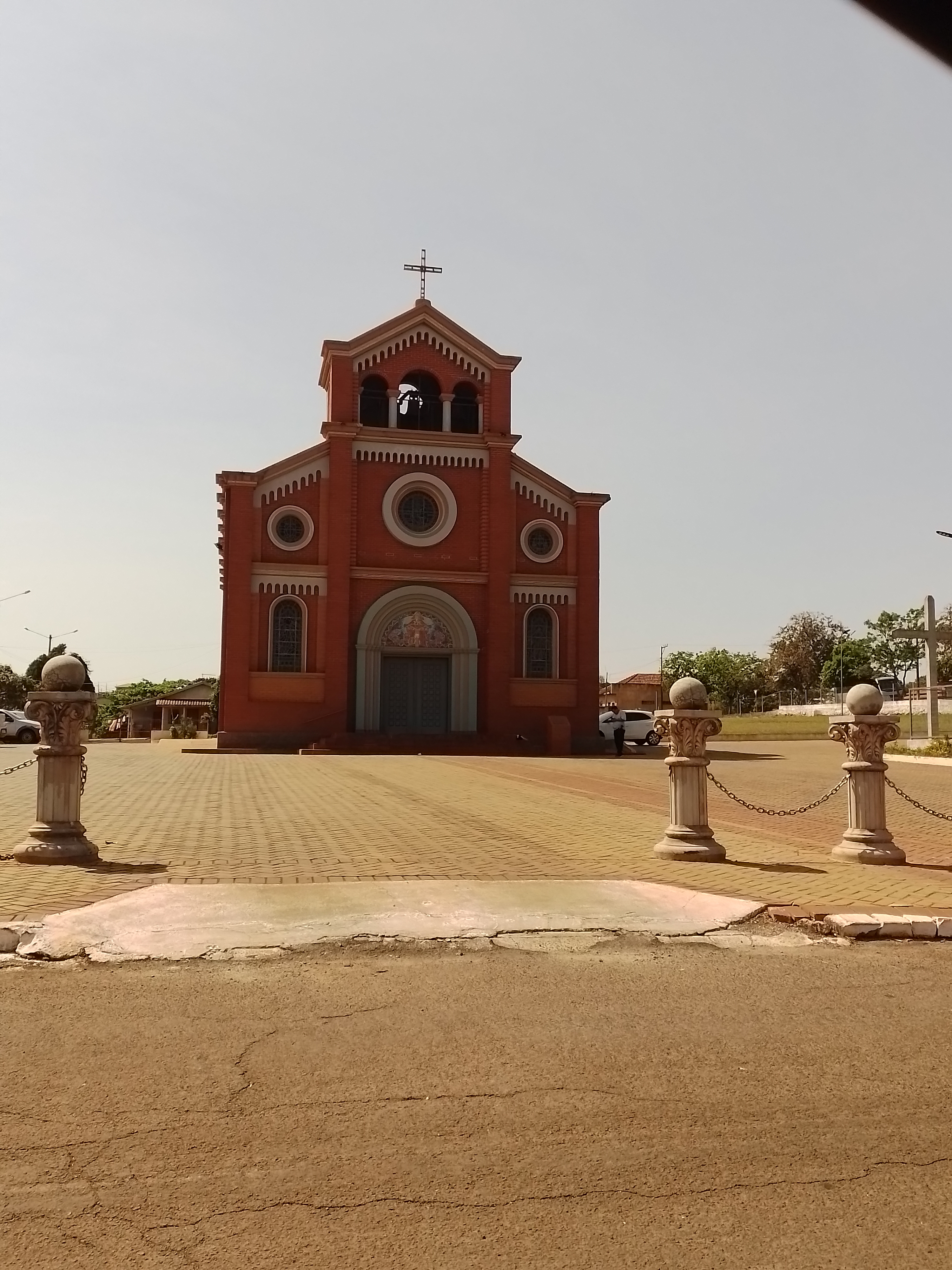
Igreja Matriz de Sertaneja.

Sertaneja é um município brasileiro do estado do Paraná. Faz parte da Região Metropolitana de Londrina desde novembro de 2013. Sua população, conforme estimativas do IBGE de 2018, era de 5 355 habitantes.